# 萨武日
萨武日（法語：Savouges，法語發音：[savuʒ]）是法国科多尔省的一个市镇，属于第戎区。

## 地理
萨武日（47°11'2"N, 5°3'41"E）面积3.09 平方千米，位于法国勃艮第-弗朗什-孔泰大區科多尔省，该省份为法国中东部省份，北起奥布省，西接涅夫勒省和约讷省，南至索恩-卢瓦尔省，东南接汝拉省，东临上索恩省，东北部与上马恩省接壤。
与萨武日接壤的市镇（或旧市镇、城区）包括：布鲁万东、圣尼古拉莱西托、科尔塞勒莱西托、埃佩尔奈苏热夫雷、努瓦龙苏热夫雷。

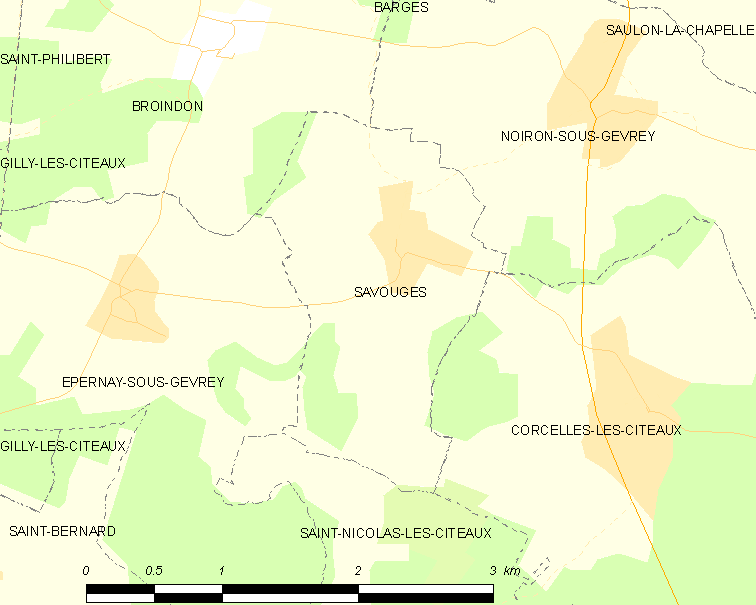
萨武日的OSM定位图

萨武日的时区为UTC+01:00、UTC+02:00（夏令时）。

## 行政
萨武日的邮政编码为21910，INSEE市镇编码为21596。

## 政治
萨武日所属的省级选区为尼伊圣乔治县。

## 人口

1962-2008年间萨武日人口变化图示

萨武日于2022年1月1日时的人口数量为377人。